# Antona batesi
Antona batesi är en fjärilsart som beskrevs av Felder 1874. Antona batesi ingår i släktet Antona och familjen björnspinnare. Inga underarter finns listade i Catalogue of Life.